# JDBC (protocollo di rete)
Il driver JDBC di tipo 3, chiamato anche driver di protocollo di rete, è un'implementazione di driver per database che fa uso di un middle-tier tra il programma chiamante e il database. Questo middle-tier (application server) converte le chiamate ai metodi JDBC nel protocollo specifico del database.
Differisce dal driver di tipo 4 perché la logica della conversione risiede nel middle-tier, non nel client. Anche il tipo 3 però, come il tipo 4, è realizzato completamente in Java.
Lo stesso driver può anche essere utilizzato per più database. Dipende dal numero di database che il middleware è configurato per supportare. Il tipo 3 è indipendente dalla piattaforma, perché la gestione delle differenze tra le varie piattaforme è lasciata al middle-tier. Inoltre, l'utilizzo di un middleware offre vantaggi in termini di sicurezza.